# Gustavo Valle
Gustavo Valle es un escritor venezolano radicado en Argentina. 

## Biografía
Valle es Licenciado en Letras por la Universidad Central de Venezuela y fue profesor del Departamento de Literatura Venezolana y Latinoamericana en dicha universidad. Realizó estudios de doctorado en Literatura Hispanoamericana en la Universidad Complutense de Madrid.  

## Trayectoria
Valle ha sido galardonado con los premios III Bienal de novela Adriano González León (2008), Premio de la Crítica a la mejor novela publicada en Venezuela (2009), ambos por Bajo Tierra; el XIII Premio Anual Transgenérico de la Fundación para la Cultura Urbana (2013), y nuevamente el Premio de la Crítica (2014) por Happening.  
Su tercera novela, Amar a Olga, fue publicada por la editorial española Pre-textos (2021).  
También ha escrito dos guiones de largometraje: El libro que no ganó el concurso y Peones, tras ganar concursos del CNAC. Coeditó las revista digitales Las malas juntas y Cuatrocuentos. Es autor del blog The Cuatreros. 

## Obra
Novelas
- Amar a Olga (Pre-Textos, 2021)
- Happening (Fundación para la Cultura Urbana, 2014)
- Bajo tierra (Norma, 2009)

Poesía
- La máquina de leer los pensamientos (Luba Ediciones, 2024)
- Ciudad Imaginaria (Monte Ávila Editores, 2005)
- Materia de otro mundo (Estruendomudo, 2003)

Crónicas
- El país del escritor (Milena Caserola/El 8º Loco, 2013)
- La paradoja de Itaca (Conac, 2006)

## Premios
- III Bienal Adriano González León (2008)
- Premio de la crítica a la mejor novela publicada en Venezuela (2009)
- Premio Anual Transgenérico de la Fundación para la Cultura Urbana (2013)
- Premio de la Crítica a la novela del año (2014)